# Марк Антоний и Клеопатра (фильм, 1913)
Марк Антоний и Клеопатра (итал. Marcantonio e Cleopatra )  – итальянский исторический художественный фильм 1913 года, снятый режиссёром  Энрико Гуаццони.
Адаптация одноименной пьесы Уильяма Шекспира.

## Сюжет
После убийства своего возлюбленного Юлия Цезаря египетской царице Клеопатре нужен новый союзник. Она соблазняет его вероятного преемника римского полководца Марка Антония. Эта связь перерастает в настоящую любовь и постепенно приводит к войне с другим возможным преемником, Октавианом.

## В ролях
- Джанна Террибили-Гонсалес – Клеопатра
- Амлето Новелли – Марк Антоний
- Игнацио Лупи – Октавиан Август
- Эльза Ленард – Клодия Пульхра